# Leukozythämie
Der Begriff Leukozythämie (von altgriechisch λετκός leukós, deutsch ‚weiß‘; κύτος kýtos, deutsch ‚Höhlung, Gefäß, Hülle‘ und αἷμα haima, deutsch ‚Blut‘) ist eine historische Bezeichnung, die 1845 vom Pathologen John Hughes Bennett (1812–1875) aus Edinburgh für ein Krankheitsbild eingeführt wurde, welches heutzutage nach einem Vorschlag von Rudolf Virchow (1821–1902) als Leukämie bekannt ist. Zwischen den zwei zeitgenössischen Pathologen war damals ein wahrer Gelehrtenstreit um die Urheberschaft und Beschreibung des besagten Krankheitsbildes entbrannt.
Während Bennett die vielen „farblosen Körperchen“ auf eine Suppuration, also Eiterbildung im Blut (auch Pyämie genannt) zurückführte, vertrat Virchow die Meinung, dass es zu einer Vermehrung der „farblosen Blutkörperchen“ (heute Leukozyten genannt) gekommen war und suchte deren Ursprung in den Lymphdrüsen. Obwohl Bennett als Erster von der „Entdeckung eines neuen krankhaften Zustands des Blutes“ schrieb, setzte sich Virchows Bezeichnung der Krankheit durch. Die pathophysiologischen Überlegungen Virchows zur Leukämie wurden im Lauf der Zeit bestätigt.
Bezüglich genaueren Details zur Erkrankung siehe den Artikel Leukämie.